# Kapacitetsmetoden
Kapacitetsmetoden är en statistisk metod för att jämföra ett faktiskt resultat med ett förväntat resultat. Kvoten mellan det faktiska och det förväntade värdet kallas kapacitetsindex.